# Subhalakshmi Nandi
Subhalakshmi Nandi és una activista feminista índia que lidera la cartera d'empoderament econòmic de les dones a l'Oficina Multipaís d'ONU Dones per a l'Índia, Bhutan, Maldives i Sri Lanka.
És una professional del desenvolupament feminista, amb 15 anys d'experiència a l'ONU i amb organitzacions de la societat civil, i ha treballat en diversos temes d'igualtat de gènere i drets de les dones. El seu treball inclou investigació, defensa de polítiques i gestió de programes, amb un enfocament en l'empoderament de les comunitats rurals més marginades del sud d'Àsia, posar fi a la violència contra les dones i millorar l'educació de les dones.
El 2019, Nandi va ser inclosa entre les 100 dones de la BBC, una llista de 100 dones inspiradores i influents.